# Hatherley Brook
 (décembre 2024).
Le contenu est difficilement compréhensible vu les erreurs de traduction, qui sont peut-être dues à l'utilisation d'un logiciel de traduction automatique.
Le Ruisseau Hatherley est un affluent de la rivière Severn. Il prend naissance à Up Hatherley et s'écoule en direction de l'ouest vers Longford, son embouchure étant la Severn.
Une partie du ruisseau forme une section de la frontière entre les villages de Longford et Gloucestershire, Innsworth et Twigworth, et Innsworth et Down Hatherley. Le ruisseau Hatherley est canalisé lorsqu'il passe sous les routes A38, A40 et M5.

## Cours
Commençant dans un environnement urbain à Up Hatherley, Cheltenham, le ruisseau prend une direction presque nord-ouest, passant près du GCHQ et se dirigeant vers Staverton. À ce stade, il commence à couler vers l'ouest et pénètre dans une zone plus rurale.
Poursuivant son voyage vers l'ouest, Hatherley Brook entre dans les villages de Down Hatherley, Innsworth et Longford, avant d'atteindre son embouchure sur le canal est de la rivière Severn.

## Inondation
L'Agence de l'environnement surveille Hatherley Brook pour gérer efficacement les risques d'inondation. Par exemple, à la station de Sandhurst, les niveaux d’eau sont surveillés de près afin de fournir des avertissements d’inondation en temps opportun à la communauté locale.